# Енрике Роча
Енрике Роча (на испански: Enrique Rocha) е мексикански актьор. Започва актьорската си кариера през 1965 г., участвайки в теленовелата La mentira.

## Филмография

### Теленовели
- Признавам се за виновна (2017-18) – Мауро Монрой Лачераде
- Италианската булка (2014-15) – Виторио Драгоне
- Истинската любов (2012-13) – Анибал Балванера
- Семейство с късмет (2011-12) – Наполеон Виляреал Карденас
- Непокорно сърце (2009-2010) – Родриго Монтес де Ока
- Verano de amor (2009) – Вито Рока
- Любов без грим (2007) – Рафаел
- Lola, érase una vez (2007)
- Непокорните (2004-2006) – Леон Бустаманте
- Пътища на любовта (2002-2003) – Себастиан Мендоса
- За една целувка (2000-2001) – Мариано Диас де Леон
- Коледна песен (1999-2000) – Клиент на дон Ченте
- Серафим (1999) – Лусио Фернандес
- Право на любов (1998-1999) – Николас Обрегон
- Mi pequeña traviesa (1997-1998) – Антонио Миранда
- Малко село, голям ад (1997) – Присилиано Руан
- Запален факел (1996) – Феликс Мария Кайеха
- Dos mujeres, un camino (1993-1994) – Исмаел Мантегарса
- Las secretas intenciones (1992) – Даниел Багер
- Аз купувам тази жена (1990) – Родриго Монтес де Ока
- Pasión y poder (1988) – Еладио Гомес Луна
- Cómo duele callar (1987) – Виегас
- Lista negra (1986-1987) – Даниел
- El ángel caído (1985-1986) – Алваро
- Cuando los hijos se van (1983) – Алваро
- Espejismo (1981) – Хулио
- Vamos juntos (1979) – Хуан Кристобал
- No tienes derecho a juzgarme (1978)
- Marcha nupcial (1977-1978) – Фернандо
- Светът на играчките (1974-1977) – Леополдо Балбоа
- Хиената (1973) – Марсиал Гарсия
- Cristina Guzmán (1966)
- Лъжата (1965) – Джони

### Сериали
- Имало едно време (2017) – Разказвач
- Objetos perdidos (2007)

### Театър
- Noches blancas (1981)
- Hamlet (1964)

### Кино
- Книга за джунглата (2016) – Багира (латиноамерикански дублаж)
- Mejor que nunca (2008)
- Serafín (2001) – Лусио
- Mujeres infieles (1995) – Армандо
- Kino (1993)
- Ciudad de ciegos (1991)
- Morir en el golfo (1990)
- El otro crimen (1988)
- Historias violentas (1985)
- Satánico Pandemonium (1975)
- El monasterio de los buitres (1973)
- Apolinar (1972)
- El Hombre y la bestia (1972)
- Satanás de todos los horrores (1972)
- Muñeca reina (1971) – Едуардо
- Espérame en Siberia, vida mía (1971)
- El derecho de los pobres (1973)
- Primero el dólar (1970)
- Siete Evas para un Adán (1969) – Карлос
- Misión cumplida (1970)
- Modisto de señoras (1969)
- Los amigos (1968)
- La cama (1968)
- Las infieles (1968)
- El club de los suicidas (1968) – Пророкът
- La maestra inolvidable (1968)
- Las posadas (1968)
- Prohibido (1968)
- Santa (1968)
- Esta noche sí (1968)
- La Chamuscada (Tierra y libertad) (1967)
- La endemoniada (1967)
- Damiana y los hombres (1966)
- La muerte es puntual (1965)
- El proceso de Cristo (1965) – Исус
- Tiempo de morir (1965) – Педро Труеба
- Една чиста душа (1965) – Хуан Луис
- Guadalajara en verano (1965) – Хуан

## Награди и номинации
Награди TVyNovelas
| Година | Категория                           | Теленовела              | Резултат   |
| ------ | ----------------------------------- | ----------------------- | ---------- |
| 2018   | Най-добър пръв актьор               | Признавам се за виновна | В очакване |
| 2012   | Най-добър пръв актьор               | Семейство с късмет      | Номиниран  |
| 2010   | Най-добър пръв актьор               | Непокорно сърце         | Номиниран  |
| 2006   | Най-добър актьор в отрицателна роля | Непокорните             | Номиниран  |
| 2003   | Най-добър актьор в отрицателна роля | Пътища на любовта       | Печели     |
| 1999   | Най-добър актьор в отрицателна роля | Право на любов          | Печели     |
| 1998   | Най-добър пръв актьор               | Mi pequeña traviesa     | Номиниран  |
| 1994   | Най-добър актьор в отрицателна роля | Dos mujeres, un camino  | Номиниран  |
| 1994   | Най-добър пръв актьор               | Dos mujeres, un camino  | Печели     |
| 1991   | Най-добър актьор в отрицателна роля | Аз купувам тази жена    | Печели     |
| 1989   | Най-добър актьор в отрицателна роля | Pasión y poder          | Печели     |

Награди El Heraldo de México
| Година | Категория             | Теленовела        | Резултат |
| ------ | --------------------- | ----------------- | -------- |
| 2003   | Най-добър пръв актьор | Пътища на любовта | Печели   |

Награди Bravo
| Година | Категория                           | Теленовела | Резултат |
| ------ | ----------------------------------- | ---------- | -------- |
| 2000   | Най-добър актьор в отрицателна роля | Серафим    | Печели   |

Награди INTE
| Година | Категория        | Теленовела        | Резултат  |
| ------ | ---------------- | ----------------- | --------- |
| 2003   | Най-добър актьор | Пътища на любовта | Номиниран |

Награди Palmas de Oro 2003
| Категория                           | Теленовела        | Резултат |
| ----------------------------------- | ----------------- | -------- |
| Най-добър актьор в отрицателна роля | Пътища на любовта | Печели   |

Награди ACE (Ню Йорк) 1991
| Категория        | Теленовела           | Резултат |
| ---------------- | -------------------- | -------- |
| Най-добър актьор | Аз купувам тази жена | Печели   |